# Blakea spruceana
Blakea spruceana är en tvåhjärtbladig växtart som beskrevs av Célestin Alfred Cogniaux. Blakea spruceana ingår i släktet Blakea och familjen Melastomataceae. Inga underarter finns listade i Catalogue of Life.